# Oreochromis andersonii
Oreochromis andersonii е вид лъчеперка от семейство Цихлиди (Cichlidae). Видът е световно застрашен, със статут Уязвим.

## Разпространение
Разпространен е в Ангола, Ботсвана, Замбия, Зимбабве и Намибия. Внесен е в Демократична република Конго, Кения, Танзания и Южна Африка.